# Haltepunkt Hochdahl-Millrath
Der Haltepunkt Hochdahl-Millrath ist die östlichste der vier Bahnstationen der Stadt Erkrath im Kreis Mettmann. Der Haltepunkt der S-Bahn Rhein-Ruhr liegt an der Bahnstrecke Düsseldorf–Elberfeld, etwa 12 Kilometer östlich von Düsseldorf und 14 Kilometer westlich von Wuppertal und hat eine hohe Bedeutung für den Pendlerverkehr in die beiden Großstädte.

## Lage und Aufbau
Der Haltepunkt liegt zwischen den Bahnstationen Hochdahl und Haan-Gruiten, nördlich des Erkrather Stadtteils Hochdahl-Millrath. Südlich des Haltepunkts verläuft parallel zum Mittelbahnsteig die Gruitener Straße, an dieser befindet sich die Bushaltestelle Millrath S/Feldstraße. Nördlich des Bahnsteigs befindet sich ein P+R-Parkplatz mit einer weiteren Bushaltestelle, Millrath S. Weiter nördlich schließt sich weitgehend unbebautes Gebiet an, welches zum Neandertal gehört. Der Mittelbahnsteig ist von beiden Seiten aus über eine Personenunterführung mit Treppe und Aufzug zu erreichen.

## Geschichte
Der Haltepunkt wurde im Jahr 1968 eröffnet. Zu dieser Zeit stieg die Einwohnerzahl Hochdahls durch das Projekt Neue Stadt Hochdahl deutlich an, deshalb wuchs der Bedarf nach einer besseren Bahnanbindung der östlichen Stadtteile. 1988 wurde schließlich der S-Bahn-Betrieb auf der Strecke eingeführt.

## Bedienung
Der Haltepunkt wird zurzeit von zwei S-Bahnlinien der Deutschen Bahn bedient, der S8 und der S68 bedient. Die S68 dient dabei als Verstärkerlinie und verkehrt ausschließlich in der Hauptverkehrszeit, bis 2009 hatte die Linie S11 diese Funktion.
| Linie | Verlauf | Takt                                                                       |
| ----- | --- | -------------------------------------------------------------------------- |
| S 8   | Hagen Hbf – HA-Wehringhausen – HA-Heubing – HA-Westerbauer – Gevelsberg-Knapp – Gevelsberg Hbf – Gevelsberg-Kipp – Gevelsberg West – Schwelm – Schwelm West – W-Langerfeld – W-Oberbarmen – W-Barmen – W-Unterbarmen – Wuppertal Hbf – W-Steinbeck – W-Zoologischer Garten – W-Sonnborn – W-Vohwinkel – Haan-Gruiten – Hochdahl-Millrath – Hochdahl – Erkrath – D-Gerresheim – D-Flingern – Düsseldorf Hbf – D-Friedrichstadt – D-Bilk – D-Völklinger Straße – D-Hamm – NE Rheinpark-Center – NE Am Kaiser – Neuss Hbf – Büttgen – Kleinenbroich – Korschenbroich – MG-Lürrip – Mönchengladbach Hbf Stand: Fahrplanwechsel Dezember 2023 | 30 min 60 min (Hagen–Oberbarmen) 20 min (Oberbarmen–M’gladbach wochentags) |
| S 68  | W-Vohwinkel – Haan-Gruiten – Hochdahl-Millrath – Hochdahl – Erkrath – D-Gerresheim – D-Flingern – Düsseldorf Hbf – D-Volksgarten – D-Oberbilk – D-Eller Süd – D-Reisholz – D-Benrath – D-Garath – D-Hellerhof – Langenfeld-Berghausen – Langenfeld (Rheinland) Stand: Fahrplanwechsel Dezember 2023 | 20 min (nur zur HVZ)                                                       |

Die zwei Bushaltestellen Erkrath-Millrath S (nördlich der Bahnstrecke, am P+R-Parkplatz) und Erkrath Millrath S/Feldstraße (südlich des Bahnsteigs, an der Gruitener Straße), werden von zwei Ortsbuslinien (O5 und O6) der Rheinbahn bedient. Dabei wird die Haltestelle Erkrath Millrath S/Feldstraße von vielen Fahrgästen als Ausstiegshaltestelle zum S-Bahn-Halt genutzt und die Endhaltestelle Erkrath-Millrath S als Einstiegshaltestelle vom S-Bahn-Halt.
| Linie | Verlauf | Takt |
| ----- | --- | ---- |
| O 5   | Erkrath – Erkrath-Hochdahl – Trills – Hochdahler Markt – Sandheide – Wilbeck – Erkrath-Millrath Ortsbus-Linie in Erkrath |      |
| O 6   | Haus Brück – Erkrath – Unterfeldhaus – Trills – Hochdahler Markt – Erkrath-Millrath Ortsbus-Linie in Erkrath             |      |